# 天草市立有明小学校
天草市立有明小学校（あまくさしりつ ありあけしょうがっこう）は、熊本県天草市有明町赤崎にある公立の小学校。
2018年（平成30年）4月に天草市立小学校2校（大楠・浦和・島子）の統合により開校した。
なお、校地・校舎は、天草市役所有明支所の隣に新設された。

## 概要
歴史
2016年（平成30年）4月に、下記の天草市立の小学校3校が統合して創立。2023年（令和5年）に創立5周年を迎えた。
- 天草市立大楠小学校（北緯32度31分05.0秒 東経130度22分00.3秒 / 北緯32.518056度 東経130.366750度）
- 天草市立浦和小学校（北緯32度28分57.7秒 東経130度18分08.8秒 / 北緯32.482694度 東経130.302444度）
- 天草市立島子小学校（北緯32度28分26.9秒 東経130度15分26.7秒 / 北緯32.474139度 東経130.257417度）

校章
中央に校名の「有明小」の文字（縦書き）を配している。
校歌
作詞・作曲ともに別城博士による。歌詞は3番まであり、各番の歌詞中に校名の「有明小学校」が登場する。
通学区域
天草市のうち「有明町」。天草市立有明中学校区。

## 沿革
- 2018年（平成30年）
  - 4月1日 - 天草市立小学校3校（大楠・浦和・島子）の統合により、「天草市立牛深東小学校」（現校名）が新設される。天草市役所有明支所の隣に新校舎が完成。
  - 4月10日 - 開校式・入学式（32名が入学）を挙行。 児童数178。
    - 所在地 - 熊本県天草市有明町赤崎3291番地（北緯32度30分48.9秒 東経130度18分53.1秒 / 北緯32.513583度 東経130.314750度）

## 交通アクセス
最寄りのバス停留所
- 九州産交バス「有明支所前」停留所

最寄りの幹線道路
- 国道324号

## 周辺
- 天草市役所有明支所
- 天草市立有明中学校
- 天草広域連合消防本部 中央消防署 有明分署
- 赤崎郵便局
- JAあまくさ東支所
- 四郎ヶ浜